# Petreni, Hunedoara
Petreni (în maghiară: Petrény) este un sat în comuna Băcia din județul Hunedoara, Transilvania, România.

## Istoric
Localitatea Petreni este consemnată în izvoarele antice cu numele de Petrae, punct important în drumul de la Ulpia Traiana Sarmisegetuza la Apulum, din acest motiv este și menționată în hărtile vremii. În vatra satului, în anul 1947 s-au descoperit, foarte bine conservate zidurile unei villa rustica din perioada romană. În partea de est, se găsesc platforme de locuire din perioada dacică. În perioada evului mediu localitatea era cunoscută datorită exploatări pietrei. Locuitorii produceau în special pietre de moară. În partea de sud se mai observă și azi ruinele unei vechi biserici de piatră a cărei constructie datează din secolele XIII-XIV și care până în anul 1952-1953 s-au păstrat în bune condiții însă abuzurile perioadei comuniste a făcut ca unele persoane ”entuziaste” să dărâme o parte pentru a folosii piatra la construcția C.A.P.-ului aflat în apropiere. Localitatea Petreni a avut până in 1990 și un cătun cu numele de Pădureni, astăzi abandonat. Cătunul a luat ființă în perioada austro-ungară când locuitori din Petreni s-au retras în zona de pădure pentru a fi scutiți de impozite.